# San Francisco de Horizonte
San Francisco de Horizonte är en ort i Mexiko.   Den ligger i kommunen Tlahualilo och delstaten Durango, i den centrala delen av landet, 800 km nordväst om huvudstaden Mexico City. San Francisco de Horizonte ligger 1 100 meter över havet och antalet invånare är 1 657.
Terrängen runt San Francisco de Horizonte är mycket platt. Runt San Francisco de Horizonte är det glesbefolkat, med 9 invånare per kvadratkilometer. Närmaste större samhälle är Tlahualilo de Zaragoza, 18,9 km norr om San Francisco de Horizonte. Trakten runt San Francisco de Horizonte består till största delen av jordbruksmark.